# ジオ大森
ジオ 大森（ジオ おおもり、1890年 - 1938年3月2日）はブラジルで活躍した日本人プロ柔道家、プロ柔術家である。本名大森 幸次郎（おおもり こうじろう）。通称ジョルジ 大森（ジョルジ おおもり）、大森 ジョージ、大森 譲治、大森 譲次（おおもり じょうじ）。

## 人物
1890年、東京生まれとされる。2022年の『月刊秘伝』誌でのブラジリアン柔術研究家奥田照幸によると、本籍地は千葉県印旛郡。13歳で柔道を始め、17歳で初段に。高等師範学校（高師）に在籍したことのある徳三宝とともに寮生活を送り伊藤徳五郎に師事。高師で柔道教授をつとめた横山作次郎とも関わった。しかし、講道館や高師など日本での大森の記録は見つかっていないとしている。
奥田によると、1910年10月3日、日本郵船の鎌倉丸で合衆国ワシントン州シアトルへ。シアトルの企業に勤めたのち、1925年7月14日、ニュージャージー州ベイヨンで柔道場を開く。1926年7月9日、「夏場」を経営。交通事故を起こし保釈金を払う。ブラジルへ。12月、サンパウロ市コンデ街に料亭「いくよ」を開くがうまくいかず。『植民』誌によると1927年4月初めからラジオ取付修理業を始めうまくいく。しかし、奥田によると1928年には生活手段を失いサーカスで職業柔道家「ジオ大森」となり、無敗の彼は年末に道場「アカデミア・パウリスタ・デ・柔術」を開設。
奥田によると、1929年1月23日、カポエイラのアンジェミロ・フェイトーザに腕挫十字固で勝利。ルールは厳密な何でもありではなかったが、柔術とカポエイラの技は全て許され靴を履いたままでの蹴りも許された。柔術歴史映画『クローズド・ガード・ザ・ムービー』の原案者ファビオ・キオ・タカオはこの戦いを史上初のバーリトゥードと位置付けている。4月28日、カーロス・グレイシー側の依頼で彼とエキシビジョン・マッチを実施する。1930年1月5日にエキシビジョン・マッチ再戦。事前には二人で勝負法（乱取の技）の練習も行った。後に大森は「カーロスは柔術について、まだ殆ど何も知らないようでした」と語る。奥田はこれをもってしてカーロスは当時「柔術の勝負法」を知らなかったと解釈することもできる、と述べている。また、奥田は、エキシビジョン・マッチは「無敗」大森との見栄えの良い戦いでカーロスの権威付けと勝負法の習得のため実施されたのだろう旨、述べている。9月にリオデジャネイロ・ドナトの「アカデミア・デ・柔術」でインストラクターを務める。
サンパウロに再度、講道館型の柔道道場を開設。1931年11月、リオデジャネイロに進出。12月30日、ルタ・リーブリのサンソンを縦四方固からのアメリカーナでやぶる。4月、リオデジャネイロで「アカデミア・デ・柔術・ジオ大森」を開設。
1938年、死去。生涯503戦。書籍『ブラジル日本移民人国記』（1958年）によると柔道三段で、47の在ブラジル邦人都道府県人会の中で最少人数の千葉県人会所属であった。遺児となった一人娘キミカは同著の著者池田重二が育てたと池田本人が述べている。
奥田によると、カーロス・グレイシーやグレイシー一族に柔術の勝負法（乱取の技）を教えたのは前田光世というより大森であり、ブラジリアン柔術のノーギ柔術や片腕での寝技練習を始めたのも彼だった。また、大森は前田やカーロスとは異なり、試合での着衣の有無にもこだわらなかった。